# British Home Championship 1897
British Home Championship 1897 – czternasta edycja turnieju piłki nożnej między reprezentacjami z Wielkiej Brytanii. Tytułu, z powodzeniem, broniła Szkocja.

## Turniej
| 20 lutego 1897 | Anglia · Wheldon · Bloomer · Attersmith | 6 : 0 | Irlandia | Trent Bridge, Nottingham |
|                |                                         |       |          |                          |

| 6 marca 1897 | Irlandia · Barron · Stanfield · Pyper · Peden | 4 : 3 | Walia · Meredith · Jenkyns | Solitude Ground, Belfast |
|              |                                               |       |                            |                          |

| 20 marca 1897 | Walia · Morgan-Owen · David Pugh | 2 : 2 | Szkocja · Ritchie k' · Walker | Racecourse Ground, Wrexham |
|               |                                  |       |                               |                            |

| 27 marca 1897 | Szkocja · McPherson · McColl · Gibson · King | 5 : 1 | Irlandia · Pyper | Ibrox Park, Glasgow |
|               |                                              |       |                  |                     |

| 29 marca 1897 | Anglia · Milward · Needham · Bloomer | 4 : 0 | Walia | Bramall Lane, Sheffield |
|               |                                      |       |       |                         |

| 3 kwietnia 1897 | Anglia · Bloomer | 1 : 2 | Szkocja · Hyslop · Millar | The Crystal Palace, Londyn |
|                 |                  |       |                           |                            |

## Tabela
| Msc. | Zespół   | M | W | R | P | Pkt+ | Pkt- | Pkt |
| ---- | -------- | - | - | - | - | ---- | ---- | --- |
| 1    | Szkocja  | 3 | 2 | 1 | 0 | 9    | 4    | 5   |
| 2    | Anglia   | 3 | 2 | 0 | 1 | 11   | 2    | 4   |
| 3    | Irlandia | 3 | 1 | 0 | 2 | 5    | 14   | 2   |
| 4    | Walia    | 3 | 0 | 1 | 2 | 5    | 10   | 1   |

## Strzelcy
4 gole
- Steve Bloomer

3 gole
- Fred Wheldon

2 gole
- James Pyper
- Billy Meredith
- John McPherson
- Alf Milward

1 gol
- Charlie Athersmith
- James Barron
- Olphie Stanfield
- John Peden
- Caesar Jenkyns
- Morgan Morgan-Owen
- David Pugh
- John Ritchie
- John Walker
- Bob McColl
- Neilly Gibson
- Alexander King
- Ernest Needham
- Thomas Hyslop
- James Millar